# Лешников сънливец
Лешниковият сънливец (Muscardinus avellanarius) е вид дребен бозайник от семейство Сънливцови (Gliridae).

## Разпространение и местообитание
Разпространен е в по-голямата част от Европа и в северните области на Мала Азия. В България се среща в цялата страна, по-често в планинските райони.
Предпочита храсталаци и гори, в България често близо до горната граница на гората в планините. Укрива се в кълбовидни гнезда, които строи на 1 – 2 m над земята, обикновено в гъсти храсти, като шипка или леска.

## Описание
Лешниковият сънливец е най-дребният представител на семейството на сънливците. Дължината на тялото с главата му е 72 – 83 mm, а на опашката – 60 – 74 mm. Очите са относително големи, а ушите са къси, заоблени и наклонени напред. Цветът му е жълтокафяв, по-светъл по корема и бял по гърдите и гърлото.

## Хранене
Лешниковият сънливец е активен главно през нощта, а зимата прекарва в хибернация, завършваща през април. През пролетта основната му храна са насекоми и пъпки на дървета, а през лятото и есента – семена на дървета, жълъди, лешници, откъдето идва и наименованието на вида.

## Размножаване
Женските раждат два пъти в годината по 2 до 6 малки. Бременността продължава около 15 дни.